# Vitaliana
Vitaliana es un género con cinco especies de plantas  perteneciente a la familia de las primuláceas.

## Taxonomía
El género fue descrito por Leonard Sesler y publicado en Essai Hist. Nat. Mer Adriatique 69. 1758. La especie tipo es: Vitaliana primuliflora Bertol.
Etimología
Vitaliana: nombre genérico otorgado en honor del botánico italiano, Vonati Vitaliano (1717-1762).

## Especies
- Vitaliana chionotricha Schwarz
- Vitaliana congesta Schwarz
- Vitaliana intermedia Schwarz
- Vitaliana obtusifolia Schwarz
- Vitaliana primuliflora Bertol.